# Streptocephalus reunionensis
Streptocephalus reunionensis är en kräftdjursart som beskrevs av Thiéry och Champeau 1994. Streptocephalus reunionensis ingår i släktet Streptocephalus och familjen Streptocephalidae. Inga underarter finns listade i Catalogue of Life.